# 7 octobre
Pour les articles homonymes, voir Sept-Octobre.
7 septembre 7 novembre
Chronologies thématiques
- Croisades
- Ferroviaires
- Sports
- Disney
- Anarchisme
- Catholicisme

Abréviations / Voir aussi
- (° 1852) = né en 1852
- († 1885) = mort en 1885
- a.s. = calendrier julien
- n.s. = calendrier grégorien
- Calendrier
- Calendrier perpétuel
- Liste de calendriers
- Naissances du jour

Le 7 octobre est le 280e jour de l'année du calendrier grégorien, 281e lorsqu'elle est bissextile (il en reste ensuite 85).
C'était généralement l'équivalent du 16 vendémiaire du calendrier républicain ou révolutionnaire français, officiellement dénommé jour de la belle de nuit (la fleur).

## Événements

### XIVesiècle
- 1337 : la décision d'Édouard III, roi d'Angleterre, qui dénonce l'hommage prêté à Philippe VI de Valois, et revendique la couronne de France, déclenche la guerre de Cent Ans.
- 1346 : lors de la guerre de Cent Ans, David II, roi d’Écosse, attaque l’Angleterre à la tête de 12 000 hommes.

### XVIesiècle
- 1513 : bataille de Vicence, l'armée vénitienne est défaite, et anéantie par une armée espagnole.
- 1571 : bataille de Lépante, où les flottes espagnole et vénitienne anéantissent la flotte turque ; mais Miguel de Cervantès, encore peu connu, est capturé par cette dernière et captif dans la régence d'Alger.

### XVIIIesiècle
- 1777 : victoire américaine décisive, à la deuxième bataille de Saratoga, pendant la guerre d'indépendance américaine.
- 1780 : victoire américaine à la bataille de Kings Mountain, pendant la guerre d'indépendance américaine.
- 1792 : bataille du Morne Pelé, pendant la Révolution haïtienne.
- 1800 : capture du navire anglais le Kent, par le corsaire malouin Robert Surcouf, où son équipage victorieux aurait entonné la chanson de marins Au 31 du mois d'août, selon la tradition.

### XIXesiècle
- 1840 : Guillaume II devient roi des Pays-Bas.
- 1870 : lors du siège de Paris, de la guerre franco-prussienne de 1870-71, Léon Gambetta quitte la capitale française à bord du ballon monté L'Armand Barbès, et rejoint le gouvernement replié à Tours.
- 1879 : signature de la Duplice, entre l'Allemagne et l'Autriche-Hongrie.
- 1887 : le scandale des décorations éclate, entraînant la démission du troisième président de la jeune IIIe République française Jules Grévy, et la chute du cabinet Rouvier.

### XXesiècle
- 1917 : à Kreuznach, une conférence gouvernementale allemande définit de nouveaux buts de guerre pour le Reich (Première Guerre mondiale).
- 1940 :
  - en France, le régime de Vichy abroge le décret Crémieux, qui accordait la nationalité française aux Juifs d'Algérie (seconde Guerre mondiale).
  - mémo McCollum, concernant les actions à mener afin de lutter contre l'empire du Japon sans mener une guerre ouverte.
- 1949 : fondation de la République démocratique allemande.
- 1950 : début de l'intervention militaire chinoise au Tibet.
- 1958 : la loi martiale est proclamée par le président Iskander Mirza, au Pakistan.
- 1963 : ratification américaine du traité d'interdiction partielle des essais nucléaires.
- 1977 : adoption de la constitution soviétique de 1977.
- 1989 : le jour de la République est célébré pour la dernière fois en République démocratique allemande à la suite de l'effondrement du régime.
- 2000 :
  - adoption par le Conseil de sécurité de l'ONU de la résolution 1322, qui condamne les actes de violence, particulièrement le recours excessif à la force contre les Palestiniens, qui ont fait des blessés et causé des pertes en vies humaines, et demande à Israël, puissance occupante, de se conformer scrupuleusement à ses obligations juridiques.
  - Le prince Henri devient grand-duc du Luxembourg.

### XXIesiècle
- 2001 : début de la guerre d'Afghanistan, en représailles aux attentats du 11 septembre précédent, à New York, et en traque de BenLaden et de ses principaux complices talibans.
- 2004 : abdication du roi du Cambodge Norodom Sihanouk.
- 2014 :
  - Ahmed Awad Mubarak est nommé Premier ministre du Yémen.
  - En Belgique, les partis CD & V, MR, NVA et Open VLD, s'accordent pour former un gouvernement, dirigé par Charles Michel.
- 2016 : attribution du prix Nobel de la paix au président colombien Juan Manuel Santos, pour le processus de paix engagé avec les FARC.
- 2018 :
  - en Bosnie-Herzégovine, les élections générales ont lieu.
  - Au Brésil, au premier tour de l'élection présidentielle, le candidat d'extrême droite Jair Bolsonaro arrive largement en tête, devant le candidat de centre gauche Fernando Haddad.
  - Au Cameroun, l'élection présidentielle se tient, dans un contexte d'importantes violences.
  - À Sao Tomé-et-Principe, aux élections législatives, l'A.D.I. du Premier ministre Patrice Trovoada arrive en tête, mais perd sa majorité absolue.
- 2019 : Début des manifestations de 2019-2021 au Chili en réaction à l'augmentation du prix des billets de métro.
- 2022 : au Lesotho, les élections législatives sont organisées afin de renouveler les membres de l'assemblée nationale du pays[1].
- 2023 : le Hamas lance une série d'attaques terroristes contre Israël faisant 1180 morts[2],[3].

## Arts, culture et religion
- 1787 : Anne Louis Henri de La Fare devient évêque de Nancy.
- 1950 : Mère Teresa fonde les Missionnaires de la Charité.
- 1953 : inauguration et consécration de la basilique Notre-Dame-du-Rosaire, dans le Sanctuaire de Fátima (Portugal)[4].
- 1993 : Toni Morrison reçoit le prix Nobel de littérature.
- 1998 : première diffusion de la série télévisée américaine "Charmed" avec Shannen Doherty, Holly McCombs, Alyssa Milano puis plus tard Rose MacGowan dans les rôles des sœurs sorcières de charme Halliwell, Prue, Piper et Phoebe[5].
- 2021 : le prix Nobel de littérature est attribué au Tanzanien Abdulrazak Gurnah[6].
- 2022 : le prix Nobel de la paix est attribué au Biélorusse Alès Bialiatski, à l'association russe Memorial et à l'association ukrainienne Centre pour les libertés civiles[7].

## Sciences et techniques
- 1952 : le premier brevet concernant le code-barres est déposé par les Américains Joseph Woodland et Bernard Silver.
- 1959 : premières photos prises de la face cachée de la Lune par une sonde soviétique avant que des Américains ne la voient et photographient "humainement" vers Noël 1968[8].
- 2012 : Premier vol du SpaceX Dragon.
- 2019 : le prix Nobel de physiologie ou médecine est attribué aux Américains William Kaelin et Gregg Semenza, ainsi qu'au Britannique Peter J. Ratcliffe, pour leurs travaux sur le contrôle de l'oxygénation des cellules[9].
- 2020 : le prix Nobel de chimie est attribué à la Française Emmanuelle Charpentier et l'Américaine Jennifer A. Doudna pour le développement d'une méthode d'édition génomique[10].
- 2024 : le prix Nobel de physiologie ou médecine est attribué aux américains Victor Ambros et Gary Ruvkun pour leurs travaux sur les micro-ARN[11].

## Économie et société
- 1825 : incendie de Miramichi (Nouveau-Brunswick, Canada), qui détruit le village de Newcastle, et 15 000 km2 de forêt (environ 1/5e de la province).
- 1940 : création des conseils de l'Ordre des médecins, en France.
- 1948 : Citroën présente la 2CV type A, au salon automobile de Paris.
- 1978 : lancement en France du Figaro Magazine.
- 2018 : en Roumanie, échec du référendum constitutionnel sur l'interdiction du mariage homosexuel, faute d'une participation suffisante.
- 2023 : en Afghanistan, un séisme a lieu dans la province d'Hérat, causant plus de 2 000 morts[12].

## Naissances

### XVesiècle
- 1471 : Frédéric Ier, roi de Danemark et de Norvège de 1523 à 1533 († 10 avril 1533).

### XVIesiècle
- 1552 : Sir Walter Raleigh, marin, homme d'État et poète anglais († 29 octobre 1618).
- 1573 : William Laud, archevêque de Cantorbéry de 1633 à 1645 († 10 janvier 1645).

### XVIIIesiècle
- 1719 : Jacques Cazotte, écrivain français († 25 septembre 1792).
- 1732 : Gilbert Soury, prêtre catholique français, inventeur de la « Jouvence de l'Abbé Soury » († 12 janvier 1810).
- 1772 : Jean-François O'Mahony, militaire français († 1842).
- 1779 : Louis-Charles d'Orléans, prince du sang français († 30 mai 1808).
- 1786 : Louis-Joseph Papineau, homme politique canadien († 25 septembre 1871).
- 1794 : 
  - Théodore-Bara Proust, homme politique français († 15 mars 1845).
  - David Lévi Alvarès, pédagogue français († 16 juillet 1870).

### XIXesiècle
- 1832 : William Thomas Blanford, géologue et naturaliste britannique († 23 juin 1905).
- 1836 : Henri-Elzéar Taschereau, magistrat canadien († 14 avril 1911).
- 1839 : Anna Brassey, écrivaine voyageuse britannique († 14 septembre 1887).
- 1841 : Antoine de Hohenzollern-Sigmaringen, prince allemand combattant lors guerre austro-prussienne de 1866 († 5 août 1866).
- 1860 : Mary Eucharia Ryan, religieuse et pédagogue irlandaise († 1er mai 1929).
- 1871 : Simen Fougner, banquier et homme politique norvégien, représentant au Storting († 28 avril 1963).
- 1885 : Niels Bohr, physicien danois, prix Nobel de physique en 1922 (†  18 novembre 1962).
- 1889 : Fanny Durack, nageuse australienne, première championne olympique de natation († 21 mars 1956).
- 1894 : Delmer « Del » Lord, réalisateur, scénariste et producteur américain d'origine canadienne († 23 mars 1970).
- 1895 : Maurice Grevisse, grammairien belge († 4 juillet 1980).
- 1897 : 
  - Elijah Muhammad, militant religieux américain, meneur de la Nation of Islam († 25 février 1975).
  - Charles Chauvel, réalisateur australien († 11 novembre 1959).
- 1898 : Jean Grimaldi, chanteur et directeur de théâtre burlesque québécois († 14 octobre 1996).
- 1900 : 
  - Heinrich Himmler, homme politique nazi allemand († 23 mai 1945).
  - Roger François, haltérophile français, champion olympique en 1928 († 15 février 1949).

### XXesiècle
- 1901 : Souvanna Phouma, prince et homme politique laotien, Premier ministre du Laos de 1951 à 1952, de 1956 à 1958, en 1960 et de 1962 à 1975 († 10 janvier 1984).
- 1904 : Suzanne Savale, résistante française († 6 septembre 1952).
- 1905 : Andrew Vabre « Andy » Devine, acteur américain († 18 février 1977).
- 1907 : Pierre Simon, illustrateur, peintre et dessinateur français († 30 janvier 1999).
- 1909 : Shura Cherkassky, musicien américain († 27 décembre 1995).
- 1911 : Vaughn Monroe, chanteur, musicien et chef d’orchestre américain († 21 mai 1973).
- 1913 : Elizabeth Janeway, romancière et critique littéraire américaine († 15 janvier 2005).
- 1914 :
  - Sarah Churchill (Sarah Millicent Hermione Tuchet-Jesson dite), actrice britannique († 24 septembre 1982).
  - Alfred Drake, acteur et chanteur américain († 25 juillet 1992).
  - Gelsomino Girotti, joueur de basket-ball italien.
- 1916 : Walt Whitman Rostow, économiste et théoricien politique américain († 13 février 2003).
- 1917 : 
  - June Allyson (Ella Geisman dite), actrice américaine († 8 juillet 2006).
  - Mila Parely, actrice française († 14 janvier 2012).
- 1919 : Georges Duby, historien français († 3 décembre 1996).
- 1921 : 
  - Raymond Goethals, joueur et entraîneur de football belge († 6 décembre 2004).
  - André Jacob, philosophe français, universitaire, encyclopédiste, devenu centenaire.
- 1923 :
  - Michel Kuehn, prélat français († 18 septembre 2012).
  - Jean-Paul Riopelle, peintre, graveur et sculpteur canadien († 12 mars 2002).
- 1925 : Jacques Crozemarie, fondateur français de l'ARC († 24 décembre 2006).
- 1926 : 
  - Claude Le Sauteur, peintre québécois († 29 novembre 2007).
  - Simone Bertière, écrivaine française.
- 1927 :
  - Juan Benet, écrivain espagnol († 5 janvier 1993).
  - Al Martino (Alfred Cini dit), chanteur et acteur américain († 13 octobre 2009).
- 1928 : Raymond Lévesque, chanteur québécois († 15 février 2021).
- 1931 : Desmond Mpilo Tutu, prélat sud-africain, prix Nobel de la paix en 1984 († 26 décembre 2021).
- 1933 : Gilbert Chapron, boxeur français († 5 septembre 2016).
- 1934 : 
  - Amiri Baraka, écrivain, dramaturge et essayiste américain († 9 janvier 2014).
  - Ulrike Meinhof, activiste allemande († 8 mai 1976).
- 1935 : Thomas Keneally, écrivain australien, auteur de La liste de Schindler.
- 1936 : Charles Dutoit, chef d'orchestre suisse.
- 1937 : Édouard-Jean Empain, homme d’affaires belge († 20 juin 2018).
- 1938 :
  - Ann Haydon-Jones, joueuse de tennis britannique.
  - Marin Karmitz, exploitant, distributeur, producteur et réalisateur de cinéma français, fondateur de la société MK2.
- 1939 : Yvon Le Corre, peintre, navigateur et auteur breton et français († 25 août 2020).
- 1943 : Oliver North, militaire américain.
- 1944 : Jean Arthuis, homme politique français.
- 1945 :
  - Kevin Godley, musicien anglais du groupe 10cc.
  - Jean-Luc Thérier, pilote  de rallye français († 31 juillet 2019).
- 1946 :
  - Bernard Lavilliers (Bernard Oulion dit), chanteur français.
  - Catharine MacKinnon, juriste et militante féministe américaine.
- 1950 : Jakaya Kikwete, économiste et homme d'État tanzanien, président de la République du 21 décembre 2005 au 5 novembre 2015.
- 1951 :
  - Enki Bilal (Enes Bilal dit), auteur de bande dessinée et cinéaste français.
  - John Mellencamp, chanteur américain.
- 1952 :
  - Mary Badham, actrice américaine.
  - Vladimir Poutine (Влади́мир Влади́мирович Пу́тин), homme d'État russe, président de la fédération de Russie de 1999 à 2008, et depuis 2012.
  - Jacques Richard, hockeyeur canadien († 8 octobre 2002).
  - Ludmilla Tourischeva (Людми́ла Ива́новна Тури́щева), gymnaste soviétique.
- 1953 :
  - Pawel Lewicki, scientifique en psychologie cognitive américain.
  - Hector Juan Samuel « Tico » Torres, musicien américain.
- 1954 : Christine Verger, haute fonctionnaire française.
- 1955 : Yo-Yo Ma, violoncelliste américain d'origine chinoise.
- 1956 : Brian Sutter, hockeyeur canadien.
- 1959 :
  - Simon Cowell, cinéaste britannique.
  - Jean-Marc Fournier, homme politique québécois.
  - Sadahiro Takahashi, footballeur japonais.
- 1960 : 
  - Viktor Lazlo (Sonia Dronnier dite), chanteuse française.
  - Hubert Mansion, musicien et chanteur belge francophone, l'un des trois frères membres du groupe Léopold Nord et Vous.
- 1964 : Valérie Maurice, présentatrice de télévision française.
- 1965 : Marco Apicella, pilote automobile italien.
- 1967 :
  - Toni Braxton, chanteuse américaine.
  - Marcos Sánchez Mejías (Marcos Ruiz de Alda Sánchez Mejías dit), matador espagnol.
- 1968 : 
  - Sextoy,(Delphine Palatsi), DJ française († 3 février 2002).
  - Thomas Edward « Thom » Yorke, musicien britannique du groupe Radiohead.
- 1971 : 
  - Daniel Boucher, chanteur canadien.
  - Elena Chevtchenko, gymnaste soviétique, championne olympique.
- 1973 : 
  - Nelson de Jesus Silva, footballeur brésilien.
  - Clara Dupont-Monod, écrivaine et journaliste française.
- 1974 : Charlotte Perrelli, chanteuse suédoise.
- 1976 :
  - Marc Coma, pilote de rallye-raid moto espagnol.
  - Taylor Hicks, chanteur américain, 5e gagnant de l’émission American Idol.
  - Gilberto Silva, footballeur brésilien.
  - Santiago Solari, footballeur argentin.
- 1977 : Ivan Gavalugov, homme politique bulgare.
- 1978 : Alesha Dixon, chanteuse britannique.
- 1979 :
  - Aaron Ashmore, acteur canadien.
  - Shawn Ashmore, acteur canadien.
  - Simona Amânar, gymnaste roumaine, triple championne olympique.
- 1980 : Edison Chen, acteur chinois.
- 1982 :
  - Madjid Bougherra, footballeur algérien.
  - Jermain Defoe, footballeur anglais.
  - Robert Louis « Robby » Ginepri, joueur de tennis américain.
  - Yundi Li (李云迪), pianiste chinois.
  - Jacob Adam « Jake » McLaughlin, acteur américain.
- 1983 : Marouane Zemmama, footballeur marocain.
- 1986 :
  - Bree Olson (Rachel Marie Oberlin dite), mannequin et actrice de cinéma pornographique américaine.
  - Anthony Jordan « A. J. » Price, basketteur américain.
  - Holland Roden, actrice américaine.
- 1987 : Sam Querrey, joueur de tennis américain.
- 1989 : 
  - Hugo Clément, journaliste français.
  - Kilian Le Blouch, judoka français.
- 1992 : Akou Dulcie Nodjo, escrimeuse togolaise.
- 1993 : Lucas Pazat, céiste français.
- 1997 : Nicole Maines, actrice transgenre américaine.
- 1998 : Trent Alexander-Arnold, footballeur international anglais.
- 2000 : Oumaima El Bouchti, taekwondoïste marocaine.

## Décès

### IVesiècle
- 304 (ou au Ier siècle) : Sainte Justine de Padoue (voire de Nicomédie), vierge martyre fêtée comme sainte ci-après (° entre Ier siècle et IIIe siècle si bien exécutée en 304).
- 336 : Marc, 34e pape, en fonction en 336 (° 290).

### Xesiècle
- 929 : Charles III, roi de France de 898 à 922 (° 17 septembre 879).

### XIIesiècle
- 1106 : Hugues de Die, prélat français (° v. 1040).

### XVIIesiècle
- 1612 : Giovanni Battista Guarini, écrivain et poète italien (° 10 décembre 1538).

### XVIIIesiècle
- 1754 : Alexandre Dubois-Descours, marquis de La Maisonfort, officier de marine français (° 6 octobre 1680).

### XIXesiècle
- 1819 : Marc-Théodore Bourrit, alpiniste, chantre, compositeur, artiste peintre, graveur, écrivain et historiographe suisse (° 6 août 1739).
- 1834 : Nicolas-Charles de Vincent, général et diplomate autrichien (° 11 août 1757).
- 1847 : Alexandre Brongniart, minéralogiste et naturaliste français (° 5 février 1770).
- 1849 : Edgar Allan Poe, écrivain américain (° 19 janvier 1809).
- 1870 : Fernand Ogier de Baulny, entomologiste français (° 17 janvier 1839).
- 1881 : Augustin-Pierre Dubrunfaut, chimiste français (° 1er septembre 1797).
- 1886 :
  - William Barnes, prêtre anglican et écrivain britannique (° 22 février 1801).
  - Gideon Jacques Denny, peintre américain (° 15 juillet 1830).
  - Antonio Romero y Andía, compositeur et clarinettiste espagnol (° 11 mai 1815).
- 1894 : Oliver Wendell Holmes, écrivain, médecin, essayiste et poète américain (° 29 août 1809).
- 1900 : « Dominguín » (Domingo Del Campo y Álvarez dit), matador espagnol (° 12 juin 1873).

### XXesiècle
- 1906 :
  - Honoré Beaugrand, homme politique canadien, maire de Montréal de 1885 à 1887 (° 24 mars 1848).
  - Émile Pouvillon, écrivain français (° 10 octobre 1840).
- 1912 : « El Jerezano » (Manuel Lara Reyes dit), matador espagnol (° 8 décembre 1867).
- 1925 : Christopher « Christy » Mathewson, joueur de baseball américain (° 12 août 1880).
- 1949 : Joséphine Marguerite Operti, religieuse italienne carmélitaine, fondatrice de la congrégation des Sœurs Carmélites de Sainte Thérèse en 1894 (° 16 novembre 1871).
- 1956 : Émile Parys, syndicaliste et homme politique belge
- 1958 : « Saleri II » (Julián Sainz Martínez dit), matador espagnol (° 19 juin 1891).
- 1959 : Mario Lanza, artiste lyrique américain (° 31 janvier 1921).
- 1963 : Gustaf Gründgens, acteur allemand (° 22 décembre 1899).
- 1964 : Albert Willemetz, auteur et scénariste français (° 14 février 1887).
- 1970 : Alphonse-Marie Parent, prêtre canadien (° 2 avril 1906).
- 1974 : René Dary, acteur français (° 18 juillet 1905).
- 1975 : Antonio Bienvenida (Antonio Mejías Jiménez dit), matador espagnol (° 25 juin 1922).
- 1983 : George Abell, astronome américain (° 1er mars 1927).
- 1991 :
  - Leo Durocher, joueur de baseball américain (° 27 juillet 1905).
  - Natalia Ginzburg, écrivain italien (° 14 juillet 1916).
- 1993 :
  - Cyril Cusack, acteur irlandais (° 26 novembre 1910).
  - Agnes de Mille, chorégraphe, danseuse et metteur en scène américaine (° 18 septembre 1905).
- 1994 : Niels Kaj Jerne, immunologiste danois, prix Nobel de médecine en 1984 (° 23 décembre 1911).
- 1998 : Walter Bryce Gallie, philosophe, sociologue et historien écossais (° 5 octobre 1912).

### XXIesiècle
- 2001 :
  - Marie-Louise Camille « Gaby » Basset, actrice française, première épouse de Jean Gabin (° 29 mars 1902).
  - Mongo Beti (Alexandre Biyidi Awala dit), écrivain camerounais (° 30 juin 1932).
  - Roger Gaudry, chimiste, chercheur et gestionnaire québécois (° 15 décembre 1913).
- 2002 : Marcel Paillé, gardien de but de hockey sur glace québécois (° 8 décembre 1932).
- 2003 : Israel Asper, entrepreneur canadien (° 11 août 1932).
- 2006 : Anna Politkovskaïa (Анна Степановна Политковская), journaliste russe (° 30 août 1958).
- 2007 : Norifumi Abe (阿部典史), pilote de moto japonais (° 7 septembre 1975).
- 2009 : Irving Penn, photographe américain (° 6 juin 1917).
- 2010 : Milka Planinc, femme politique croate, Première ministre yougoslave de 1982 à 1986 (° 21 novembre 1924).
- 2011 : Ramiz Alia, homme politique albanais, président de la république d'Albanie de 1982 à 1992 (° 18 octobre 1925).
- 2013 : Patrice Chéreau, metteur en scène et réalisateur français (° 2 novembre 1944).
- 2015 :
  - Gene Allen, directeur artistique américain (° 17 juin 1918).
  - Dominique Dropsy, footballeur français (° 9 décembre 1951).
- 2016 :
  - Peter Denton (en), footballeur anglais (° 1er mars 1946).
  - Ross Higgins (en), acteur et chanteur australien (° 14 juin 1930).
  - Lioudmila Ivanova (Людмила Ивановна Иванова), actrice russe (° 22 juin 1933).
  - Natalie Lamb (de), chanteuse américaine de jazz et de blues (° 10 novembre 1932).
  - Anne Pashley, athlète britannique, médaillée olympique en 1956 (° 5 juin 1935).
  - Gonzalo Peralta, footballeur argentin (° 17 septembre 1980).
  - Martha Roth (en), actrice italienne (° 29 mai 1932).
  - Wolfgang Suschitzky, photographe et cinématographe britannique (° 29 août 1912).
  - Alistair Urquhart (en), auteur et militaire écossais (° 8 septembre 1919).
  - William Bond « Bill » Warren (en), historien du cinéma et critique de films américain (° 26 avril 1943).
  - Rebecca Wilson (en), journaliste et présentatrice australienne (° 22 décembre 1961).
- 2017 :
  - Hugo Budinger, joueur allemand de hockey sur gazon (° 10 juin 1927).
  - George Dempsey, basketteur américain (° 19 juillet 1929).
  - Hugo Dollheiser, hockeyeur sur gazon allemand (° 18 septembre 1927).
  - Viatcheslav Vsevolodovitch Ivanov, linguiste et indo-européaniste soviétique puis russe (° 21 août 1929).
  - Temir Jumakadyrov, homme politique kirghize (° 4 août 1979).
  - Catherine Prévert, scripte française (° 21 décembre 1944).
  - Kundan Shah, réalisateur et scénariste indien (° 19 octobre 1947).
- 2018 : 
  - René Bouin, homme politique français (° 23 avril 1937).
  - Mohamed Douihasni, homme politique algérien (° 1947).
  - Oleg Pavlov, écrivain russe (° 16 mars 1970).
  - Celeste Yarnall, actrice américaine (° 26 juillet 1944).
- 2019 :  
  - André Barbault, astrologue français (° 1er octobre 1921).
  - Eugène Saccomano, journaliste français (° 23 septembre 1936).
  - Makoto Wada, illustrateur, graphiste et réalisateur japonais (° 10 avril 1936).
- 2020 : 
  - Nabil Bechaouch, footballeur tunisien (° 1970).
  - Jean Martin, pianiste français (° 7 novembre 1927).
  - Mario J. Molina, chimiste et ingénieur mexicain (° 19 mars 1947).
  - Károly Vekov, historien, historien de l'art, enseignant et homme politique hongrois (° 26 septembre 1947).
- 2021 : 
  - James Brokenshire, homme politique britannique (° 8 janvier 1968).
  - Jean-Daniel Flaysakier, médecin et chroniqueur médical français de télévision (° 23 septembre 1951).
  - Étienne Mougeotte, journaliste et dirigeant de médias français (° 1er mars 1940).
  - Eva Rönström, gymnaste artistique suédoise (° 29 décembre 1932).
  - Myriam Sarachik, physicienne américaine (° 8 août 1933).
  - Ronald S. Stroud, historien de l’Antiquité et épigraphiste canadien (° 8 juillet 1933).
- 2022 :
  - Ronnie Cuber, saxophoniste baryton américain de jazz (° 25 décembre 1941).
  - Michel Herjean, syndicaliste français (° 11 décembre 1943).
  - Toshi Ichiyanagi, compositeur japonais de musique d'avant-garde (° 4 février 1933).
- 2023 :
  - Maarouf al-Bakhit, homme politique jordanien (° 18 mars 1947).
  - Terence Davies, scénariste et réalisateur britannique (° 10 novembre 1945).
- 2024 :
  - Amaury du Closel, compositeur et chef d'orchestre français (° 6 février 1956).
  - Emilio Gabaglio, homme politique et syndicaliste italien (° 1er juillet 1937).
  - Claude Gewerc, homme politique français (° 21 juin 1947).
  - Hans van Hemert, auteur-compositeur et producteur de musique néerlandais (° 7 avril 1945).
  - Cissy Houston, chanteuse de soul et de gospel américaine (° 30 septembre 1933).
  - Clement Kemboi, athlète de steeple kenyan (° 10 février 1992).
  - Recai Kutan, homme politique islamiste turc (° 5 avril 1930).
  - Omar Palma, footballeur puis entraîneur argentin (° 12 avril 1958).
  - Nicholas Pryor, acteur américain (° 28 janvier 1935).

## Célébrations
- Nagasaki au Japon : premier jour du festival O-Kunchi de Nagasaki de récolte d'automne depuis au moins l'équivalent calendaire du XVIe siècle occidental.
- Empire d'Angyalistan (microfrancophone et symbolique ?) : fête nationale (de l'horizon).
- Pas de journée internationale répertoriée à cette date.

### Célébrations religieuse et assimilée
- Scientologie : AIS Day ou anniversaire de l'association internationale des scientologues.
- Christianisme : fête de Notre-Dame du Rosaire instituée pour célébrer une victoire à Lépante en 1571 ci-avant et fixée au 7 octobre en 1913.

### Saints des Églises chrétiennes

#### Catholiques et orthodoxes
Saints du jour, :
- Adalgis de Novare († 848), évêque de Novare.
- Armentaire d'Aix († 450), évêque d'Aix-en-Provence.
- Auguste de Bourges († 560) — ou « Août » —, prêtre à Bourges.
- Canog († v. 492), Martyr au Pays de Galles.
- Elzéar de Villeneuve († 1341), évêque de Digne
- Éthère de Lyon († 602), conseiller à la cour de Gontran, roi de Bourgogne, puis évêque de Lyon.
- Gérold († 1241), pèlerin allemand.
- Hélain de Bisseuil († VIe siècle), compagnon de saint Gibrien, auquel une église est dédiée, à Bisseuil.
- Jean de Crète († IVe siècle), ermite sur l'île de Crète.
- Julien de Terracine († 268 ou 269), prêtre, et Césaire, diacre, martyrs à Terracine, en Campanie, sous Claude II le Gothique.
- Justine de Padoue voire de Nicomédie († Ier siècle ou en 304), vierge et martyre à Padoue en Vénétie, sous Dioclétien et Maximien Hercule si bien décédée en 304.
- Marc († 336), 34e pape. La tradition lui prête la décision de réciter le symbole de Nicée après l'Évangile.
- Marcel de Rome († Ier siècle) et Apulée, martyrs à Rome.
- Osithe († 870), martyre en Angleterre.
- Palais de Saintes († 596) — ou « Pallade » —, évêque de Saintes.
- Serge de Rasafa († 300), et Bacchus, respectivement officier romain et son compagnon, martyrs en Syrie.

#### Saints et bienheureux catholiques
Saints et béatifiés du jour :
- Angel Cuartas Cristobal († 1934), bienheureux séminariste prêtre espagnol, martyr lors de la guerre civile espagnole.
- Giuseppe Toniolo († 1918), bienheureux laïc italien.
- Gérold de Crémone (it) († 1241), pèlerin assassiné près de Crémone par des brigands.
- Gonzalo Zurro Fanjul († 1934), bienheureux séminariste prêtre espagnol, martyr lors de la guerre civile espagnole.
- Jean Hunot († 1794), prêtre français, martyr de la révolution française.
- Jesús Prieto López († 1934), bienheureux séminariste prêtre espagnol, martyr lors de la guerre civile espagnole.
- José María Fernández Martínez († 1934), bienheureux séminariste prêtre espagnol, martyr lors de la guerre civile espagnole.
- José Llosa Balaguer († 1936), amigonien martyr à Benaguacil lors de la guerre d'Espagne.
- Juan José Castañón Fernández († 1934), bienheureux séminariste prêtre espagnol, martyr lors de la guerre civile espagnole.
- Luis Prado García († 1936), bienheureux séminariste prêtre espagnol, martyr lors de la guerre civile espagnole.
- Manuel Olay Colunga († 1936), bienheureux séminariste prêtre espagnol, martyr lors de la guerre civile espagnole.
- Mariano Suárez Fernández († 1934), bienheureux séminariste prêtre espagnol, martyr lors de la guerre civile espagnole.
- Marie de Sales Chappuis († 1875), bienheureuse religieuse française.
- Martin le Cid (ca) († 1152), fondateur et abbé d'un monastère à Peleas de Arriba (es).
- Sixto Alonso Hevia († 1937), bienheureux séminariste prêtre espagnol, martyr lors de la guerre civile espagnole.

#### Saints orthodoxes?
Outre les saints œcuméniques voire pré-schismatiques ci-avant, aux dates parfois "juliennes" / orientales ...
- Serge de Nourma († 1421), Ermite dans la région d'Obnora.

### Prénoms du jour
Bonne fête aux Serge et ses variantes, orthographique comme Serges ; et Sergio, Sergeï, Sergeÿ, Sergueï, Sergueÿ, etc.
Et aussi aux :
- Bacchus (voir les surlendemains 9 octobre et l'équivalent latin du dieu grec du vin Dionysos ?),
- Gustave et ses variantes et diminutifs : Gu, Gus, Gusse, Gugusse, Gustav, Gustaf(f), Gustavo, Gustavio ; et féminines : Gustavia, Gustavie et Gustavine ;
- Justine ( voir aussi 12 mars et 14 mai) ;
- Ke et ses variantes ou dérivés bretons : Coledoc, Coletoc, Collodan, Collodon, Kay, Kenan, Keu, Quay etc.

## Traditions et superstitions

### Astrologie
- Signe du zodiaque : quinzième jour du signe astrologique de la Balance.

### Dictons du jour
- « À la saint-Serge, achète des habits de serge. »[15]
- « À la saint-Serge, la charrue en terre, pour niveler les taupinières. »[16]
- « À sainte-Justine, toute fleur s'incline. »[15]